# Hannah Graaf
Hannah Graaf Karyd, egentligen Hanna Rakel Serafia Graf Karyd, född Graf den 31 augusti 1978 i Göteborg, är en svensk tidigare sångare och fotomodell, numera egenföretagare och programledare i TV.

## Biografi
Graaf, som är uppvuxen i Kungsängen i Stockholms län, var ursprungligen fotomodell och ingick med systern Magdalena i pop-duon Graaf. Hon är utbildad inom skönhetsvård, krönikör för Aftonbladets Klick, samt driver plattformen Femme.se.
Den 18 februari 2006 tävlade hon i en deltävling i Melodifestivalen med låten "Naughty Boy". Bidraget slutade på sjunde och näst sista plats och gick inte vidare i tävlingen. Under hösten/vintern 2007 medverkade Graaf i Ranking the Stars på Kanal 5, där tio svenska kändiskvinnor rankade varandra, samt i Idol Eftersnack på TV400. Sedan 18 januari 2010 leder hon tillsammans med Hans Wiklund TV-programmet Miljonlotteriet Lyckohjulet i TV3. Under 2011 medverkade Graaf i TV4:s Let's Dance tillsammans med Calle Sterner. Paret slutade på en elfteplats.
Hon har fyra barn: en son född 2001 med Andreas Carlsson, en son född 2003 med Daniel Boudal samt två döttrar födda 2009 och 2012 med Peter Karyd.